# Ігор Тьяго
Ігор Тьяго Насіменту Родрігес (порт. Igor Thiago Nascimento Rodrigues, більш відомий як Ігор Тьяго порт. Igor Thiago; 26 червня 2001, Тукуруі, Пара) — бразильський футболіст, нападник клубу «Брентфорд».

## Клубна кар'єра
Тьяго — вихованець клубу «Крузейро». 23 січня 2020 року в матчі Ліги Мінейро проти «Боа» він дебютував за основний склад. У цьому поєдинку Ігор забив свій перший гол за «Крузейро». 9 серпня в матчі проти «Ботафого» він дебютував у бразильській Серії B. На початку 2022 Тьяго перейшов у болгарський «Лудогорець». 30 квітня у матчі проти столичного ЦСКА він дебютував у чемпіонаті Болгарії. У цьому ж поєдинку Ігор забив свій перший гол за «Лудогорець». У 2023 році розіграші Ліги конференцій проти бельгійського «Андерлехта» він забив два голи. У складі Лудогорця Ігор двічі виграв чемпіонат, а також завоював Кубок та Суперкубок Болгарії.
Влітку 2023 Тьяго перейшов у «Брюгге», підписавши контракт на чотири роки. Продаж нападника за майже 8 млн євро став рекордним для болгарського клубу/

## Виступи за збірні
Народившись у Бразилії, Тьяго отримав болгарський паспорт у 2023 році, що дозволило йому грати як за Бразилію, так і за Болгарію. У січні 2024 року він отримав виклик до молодіжної збірної Бразилії U-23, але відхилив його, незважаючи на те, що сказав, що представляти Бразилію на міжнародному рівні - його мрія.

## Титули і досягнення
«Лудогорець»
- Переможець чемпіонату Болгарії (2): 2021-22, 2022-23
- Володар Кубку Болгарії : 2022-23
- Володар Суперкубку Болгарії : 2022

«Брюгге»
- Переможець чемпіонату Бельгії : 2023-24

Індивідуальний
- Найкращий молодий гравець Ліги конференцій УЄФА : 2023-24[13]